# Porta Spagnola
La Porta Spagnola, también conocida como Porta di Terra, es una puerta de la ciudad de Augusta (Sicilia). Fue construida entre 1681 y 1682 como parte de las fortificaciones de la ciudad.

## Historia
Las fortificaciones de Augusta se construyeron en las décadas de 1670 y 1680 según los diseños del ingeniero militar flamenco Carlos de Grunenbergh. El 13 de mayo de 1680, el consejo de la ciudad concedió un préstamo de 30.000 escudos para la construcción de la Porta Spagnola, que se construyó entre 1681 y 1682. La puerta es la única entrada al centro histórico de Augusta, y se construyó a través de un istmo que posteriormente se excavó, convirtiendo la ciudad en una isla. El diseño de la puerta se atribuye al propio Grunenbergh.
La puerta estaba ubicada a unos cientos de metros de otra puerta conocida como Porta Madre di Dio, que ya no existe.La Porta Spagnola resultó dañada por un terremoto el 13 de diciembre de 1990 y fue restaurada en 2005.

## Arquitectura
La puerta está coronada por un escudo de armas de mármol rematado por una corona y sostenido por un león y un grifo. Debajo del escudo hay una inscripción en latín que dice:

D O M

CAROLO II HISPANIARVM AC SICILIÆ

REGE IMPERANTE,

DON FRANCISCVS BENAVIDES COMES SANT STEVAN

SICILIÆ PROREX IN TANTI PORTV. LITORE MVNIENDO

NON SOLVM SICILIÆ SED TOTIVS ITALIÆ ET CHRISTIANI

NOMINIS INCOLVMITATI CONSVLERE EXISTIMAVIT

ANNO M DC XXCI

(significa A Dios, buenísimo, grandísimo. Bajo el reinado de Carlos II, rey de España y de Sicilia, don Francisco de Benavides, conde de Santisteban y virrey de Sicilia, al fortificar la costa de tan gran puerto, pensó en proveer a la seguridad no sólo de Sicilia, sino de toda Italia y de la cristiandad, en el año 1681.)